# Durgabai Deshmukh
Gammiḍidala Durgabāi Deshmukh (parfois appelée Lady Deshmukh), née le 15 juillet 1909 et morte le 9 mai 1981, est une militante engagée en faveur de l'indépendance de l'Inde, une avocate, une travailleuse sociale et une femme politique. Elle a été membre de l'Assemblée constituante de l'Inde et de la Commission de planification de l'Inde.
Active dans la lutte pour l'émancipation des femmes, elle a fondé l'Andhra Mahila Sabha (Conférence des femmes d'Andhra) en 1937. Elle a également été la présidente fondatrice du Central Social Welfare Board. En 1953, elle épouse CD Deshmukh, le premier gouverneur indien de la Banque de réserve de l'Inde et ministre des Finances du Cabinet central indien de 1950 à 1956.

## Carrière
Dès ses premières années, Durgabai avait été associée à la politique indienne. À 12 ans, elle a quitté l'école pour protester contre l'enseignement en anglais obligatoire. Par la suite, elle a lancé le Balika Hindi Paathshala à Rajamundry pour promouvoir l'éducation en hindi pour les filles.
Elle était une partisane du Mahatma Gandhi, soutenant de cet homme politique en vue de libérer le pays du Raj britannique. Elle était une éminente réformatrice sociale qui a participé aux activités de Salt Satyagraha dirigées par Gandhi pendant le mouvement de désobéissance civile. Elle ne portait jamais de bijoux ni de cosmétiques, et elle était satyagrahi. Elle a joué un rôle déterminant dans l'organisation des femmes satyagrahis dans le mouvement. Cela a conduit les autorités britanniques du Raj à l'emprisonner trois fois entre 1930 et 1933.
Après sa sortie de prison, Durgabai a poursuivi ses études. Elle a terminé son BA et sa maîtrise en sciences politiques dans les années 1930 à l'Université d'Andhra Elle a ensuite obtenu son diplôme en droit de l'Université de Madras en 1942 et a commencé à exercer comme avocate à la Haute Cour de Madras.
Durgabai était la présidente de la Blind Relief Association. A ce titre, elle crée une école-foyer et un atelier de mécanique légère pour aveugles[réf. nécessaire].
Durgabai était membre de l'Assemblée constituante de l'Inde. Elle était la seule femme du panel des présidents (chairmen) de l'Assemblée constituante Elle a joué un rôle déterminant dans la promulgation de nombreuses lois sur la protection sociale[réf. nécessaire].
Elle n'a pas réussi à se faire élire au Parlement en 1952 et a ensuite été nommée membre de la Commission de planification. Dans ce rôle, elle a rassemblé des partisans d'une politique nationale en faveur du bien-être social. La politique a abouti à la création d'un Conseil central de la protection sociale en 1953. En tant que première présidente du Conseil, elle a mobilisé un grand nombre d'organisations bénévoles pour mener à bien ses programmes, qui visaient l'éducation, la formation et la réadaptation des femmes, des enfants et des handicapés dans le besoin[réf. nécessaire].
Elle a été la première à souligner la nécessité de mettre en place des tribunaux de la famille séparés après avoir observé le fonctionnement de tribunaux similaires lors de sa visite en Chine en 1953. Elle a discuté de l'idée avec le juge MC Chagla et le juge PB Gajendragadkar de la Haute Cour de Bombay (à l'époque) ainsi qu'avec Jawaharlal Nehru. La loi sur les tribunaux de la famille a été promulguée en 1984 ; elle permet une justice rapide pour les femmes dans les affaires familiales.

Elle a été la première présidente du Conseil national sur l'éducation des femmes, créé par le gouvernement indien en 1958. En 1959, le comité a présenté ses recommandations, comme suit:

1. Les gouvernements du Centre et des États devraient donner la priorité à l'éducation des filles.
2. Au sein du ministère central de l'éducation, un département de l'éducation des femmes devrait être créé.
3. Pour assurer une meilleure éducation des filles, un directeur de l'éducation des femmes devrait être nommé dans chaque État.
4. La mixité doit être correctement organisée au niveau supérieur de l'enseignement.
5. La Commission des bourses universitaires devrait spécifier séparément un montant précis pour l'éducation des filles.
6. Dans la première phase de développement, la gratuité de l'enseignement devrait être offerte aux filles jusqu'à la classe VIII.
7. Des facilités dans le choix des matières à option devraient être mises à la disposition des filles.
8. Les filles devraient bénéficier de facilités pour mener à bien leur formation.
9. L'éducation des filles doit être dûment encouragée dans les zones rurales.
10. Un grand nombre de places dans divers services devraient leur être réservées.
11. Des programmes pour le développement de l'éducation des femmes adultes devraient être correctement lancés et encouragés.

Pour commémorer son héritage, l'Université d'Andhra, Visakhapatnam, a nommé son département d'études féminines Dr. Durgabai Deshmukh Center for Women's Studies.
En 1963, elle est envoyée à Washington DC en tant que membre de la délégation indienne au Congrès mondial de l'alimentation.

## Contribution à l'Assemblée constituante
Elle a ensuite été élue à l'Assemblée constituante de la province de Madras. Elle est la seule femme du panel des présidents de l'Assemblée constituante. Elle propose l'hindoustani (hindi + ourdou) comme langue nationale de l'Inde ; elle a également exprimé sa crainte face à la campagne énergique en faveur de l'hindi dans le sud de l'Inde. Elle a proposé une période de quinze ans de statu quo pour permettre à tous les non-locuteurs de l'hindi d'adopter et d'apprendre l'hindi,.

## Vie privée
Durgabai Deshmukh est née à Rajahmundry, Andhra Pradesh, Inde britannique, dans la famille Gummidithala appartenant à la communauté brahmane. Durgabai a été mariée à l'âge de 8 ans, à son cousin, Subba Rao. Elle a refusé de vivre avec lui après sa majorité, et son père et son frère ont soutenu sa décision Elle a ensuite quitté son mari pour poursuivre ses études.
En 1953, elle épouse Chintaman Deshmukh, alors ministre des Finances de l'Inde. Selon son propre récit, le Premier ministre Jawaharlal Nehru était l'un des trois témoins. CD Deshmukh avait une fille d'un précédent mariage, mais le couple est resté sans enfant. Bien qu'elle se soit séparée de Subba Rao, elle a soutenu sa veuve Timmaiamma après sa mort. Timmaiamma vivait avec Durgabai et Chintaman Deshmukh, et Durgabai a également organisé pour elle une formation professionnelle.
Durgabai Deshmukh est l'autrice d'un livre intitulé La pierre qui parle . Son autobiographie Chintaman and I a été publiée un an avant sa mort en 1981[réf. nécessaire].
Elle est décédée à Narasannapeta, dans le district de Srikakulam[réf. nécessaire].

## Prix
- Prix Paul G Hoffman
- Prix d'alphabétisation Nehru
- Prix UNESCO (pour un travail exceptionnel dans le domaine de l'alphabétisation)
- Prix Padma Vibhushan du gouvernement indien
- Prix Jeevan et prix Jagadeesh

## Organisations établies par Durgabai
- Andhra Mahila Sabha  en 1938.
- Conseil pour le développement social [15]
- Hôpital Durgabai Deshmukh en 1962[16].
- Collège Sri Venkateswara, New Delhi

Andhra Education Society (AES) a été fondée en 1948 par le Dr Durgabai Deshmukh pour répondre aux besoins éducatifs des enfants Telugu résidant à Delhi.